# Boulevard de la Madeleine
Le boulevard de la Madeleine forme la limite entre le 1er arrondissement de Paris d'un côté, les 8e et 9e arrondissements de l'autre.

## Situation et accès
Il fait partie de la chaîne des Grands Boulevards constituée, d'ouest en est, par les boulevards de la Madeleine, des Capucines, des Italiens, Montmartre, Poissonnière, Bonne-Nouvelle, Saint-Denis, Saint-Martin, du Temple, des Filles-du-Calvaire et Beaumarchais.
Ce site est desservi par les stations de métro Opéra et Madeleine.

## Origine du nom

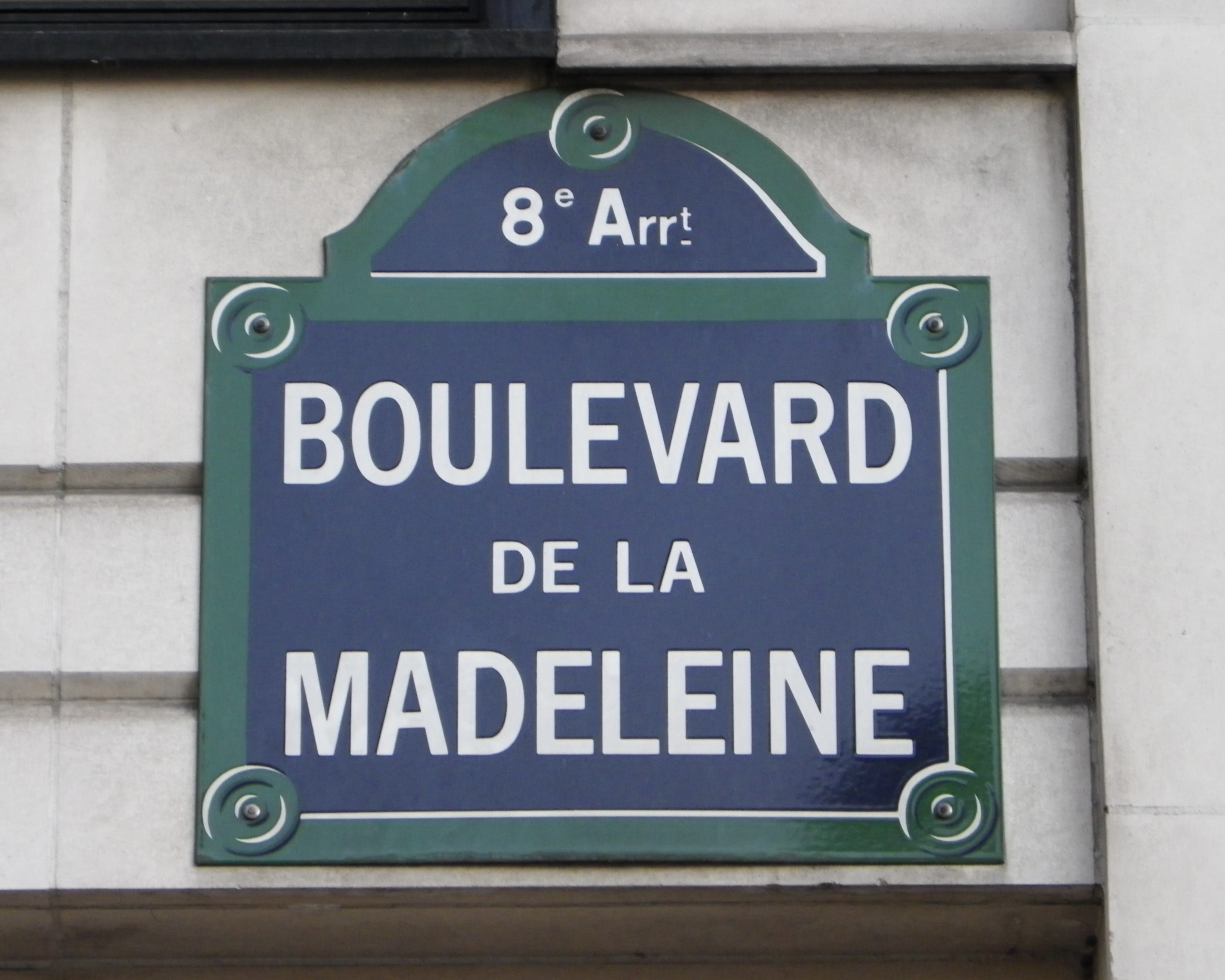
Plaque du boulevard de la Madeleine à Paris.

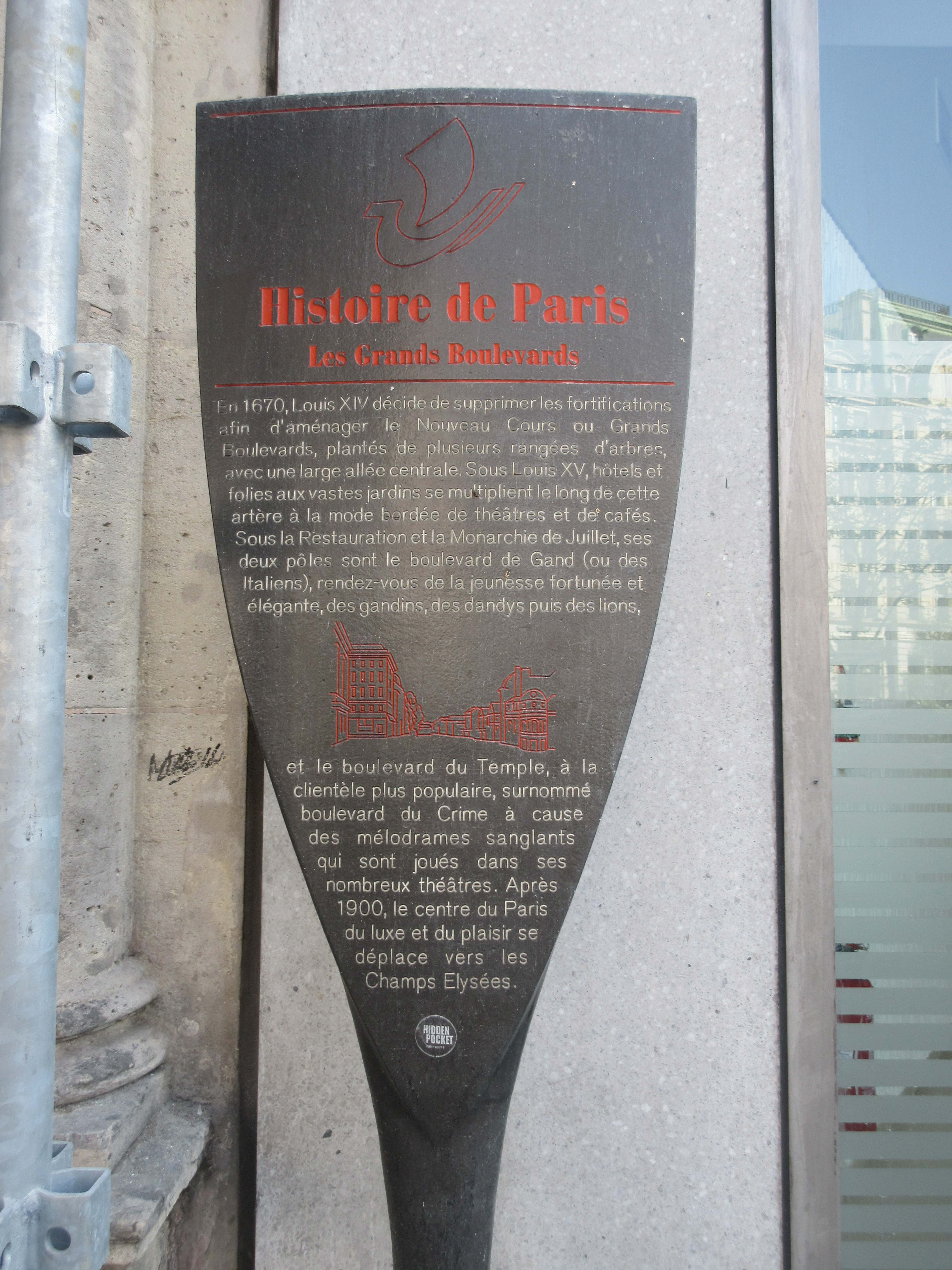
Panneau Histoire de Paris.

Le boulevard doit son nom à l'église de la Madeleine toute proche.

## Historique
Le boulevard de la Madeleine a été créé sur l'emplacement ou à proximité de l'enceinte de Louis XIII après la suppression décidée en 1670 de cette fortification devenue obsolète. Il est compris dans le voirie en vertu de lettres patentes de juillet 1676.
Pendant la Révolution, ce boulevard, comme les boulevards des Capucines et des Italiens porta le nom de « boulevard Cerutti », du nom de l'homme de lettres et journaliste français d’origine italienne, Joseph-Antoine Cerutti.
Durant les Trois Glorieuses, la voie fut le théâtre d'affrontement entre les insurgés et la troupe.
En 1858, lors de l'aménagement du quartier de l'Opéra, le boulevard absorba la partie de la rue Basse-du-Rempart qui la longeait au nord-ouest (numéros impairs). Son emplacement est visible par l'élargissement du trottoir entre la rue de Sèze et la place de la Madeleine, qui comporte une double rangée d'arbres.

## Bâtiments remarquables, et lieux de mémoire

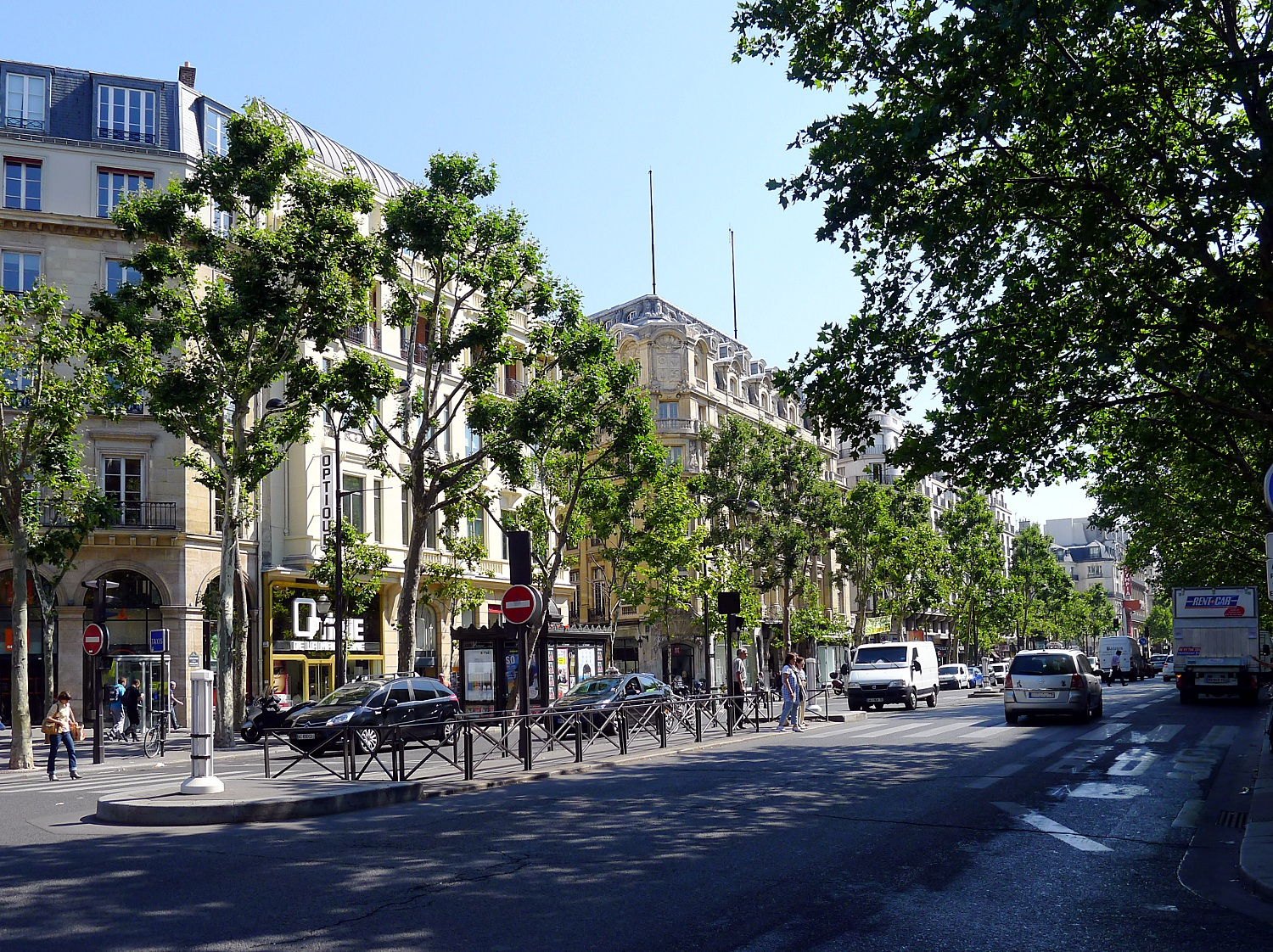
Boulevard de la Madeleine en 2011.

- Le Cercle de l'Union y a son siège entre 1857 et 1945.
- No 5 : ici se trouvait dans les années 1920, la galerie Adolphe Le Goupy[2].
- No 8 : le rez-de-chaussée présente encore une parenté avec le cinéma Cinintran, ouvert le 2 mars 1935, dû aux architectes Pierre de Montaut et Adrienne Gorska. L'initiative en revient au journal L'Intransigeant. Le dossier abordé lors de l'inauguration est relatif à l'affaire Hauptmann dont le procès vient de se terminer en février à Flemington[3].
- No 11 : au rez-de-chaussée, magasin Bally, concept store parisien ouvert en 1929, dessiné par Robert Mallet-Stevens (détruit).
- No 11 : emplacement du salon de thé des chocolats La Marquise de Sévigné, décoré par Maurice Leloir, détruit au début des années 1970 pour l'aménagement d'une agence bancaire.
- No 11 : à l'entresol de l'immeuble mourut Rose Alphonsine Plessis (dite Marie Duplessis), rendue célèbre par Alexandre Dumas fils, sous le nom de La Dame aux camélias, et par Giuseppe Verdi dans son opéra La Traviata[4]. L'historien de Paris Jacques Hillairet signale que le no 11 de 1847 est le 15 actuel.

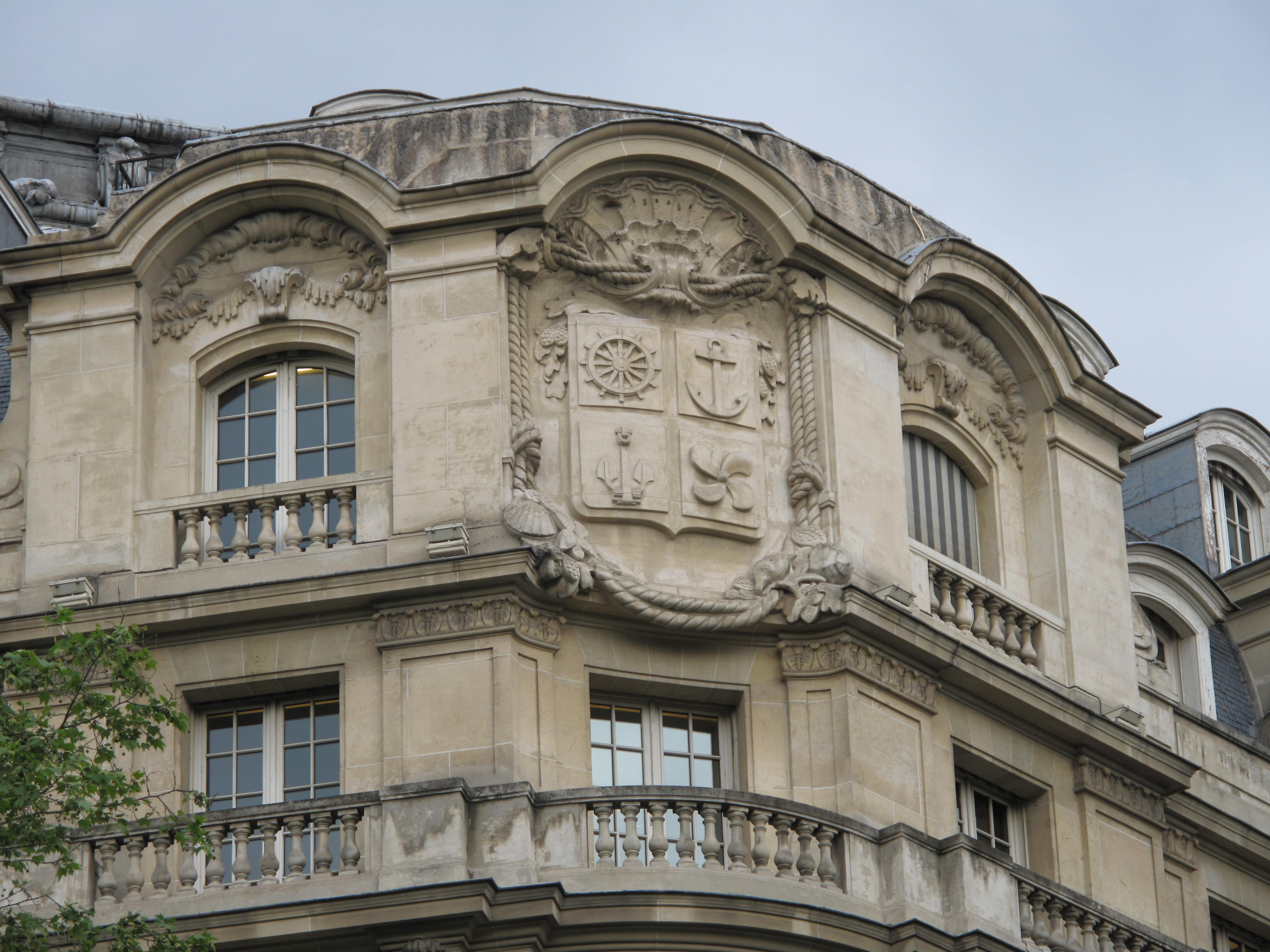
Bas-relief sur l'ancien hôtel de la Compagnie des messageries maritimes.

- No 12 : hôtel de la Compagnie des messageries maritimes. D'inspiration classique, élevé par l‘architecte J. de Saint-Maurice et les ingénieurs constructeurs Lugagne et de Bouillanne en 1916, l'ancien siège de la Compagnie des messageries maritimes est un grand immeuble, entre le boulevard et la rue de Sèze, les rues Vignon (22 fenêtres en façade) et Godot-de-Mauroy. Ses murs conservent des sculptures et bas-reliefs maritimes. Le transfert du siège des Messageries maritimes du boulevard de la Madeleine à Paris à la tour Winterthur à La Défense a eu lieu en 1975.
- Nos 21-23 et no 20 rue Duphot : emplacement des anciens grands magasins « Aux Trois-Quartiers »[5].
- No 25 : emplacement de la galerie Bernheim-Jeune, de 1906 à 1925.

## Pour approfondir